# Ectadium virgatum
Ectadium virgatum är en oleanderväxtart som beskrevs av Ernst Meyer. Ectadium virgatum ingår i släktet Ectadium och familjen oleanderväxter. Inga underarter finns listade i Catalogue of Life.